# Dieter Gebard
Dieter Gebard (...) è un ex bobbista tedesco.

## Biografia
Viene ricordato come vincitore di una medaglia d'oro nella sua disciplina, vittoria ottenuta ai campionati mondiali del 1979 (edizione tenutasi a Königssee, Germania) insieme ai suoi connazionali Hans Wagner, Heinz Busche e Stefan Gaisreiter.
Nell'edizione l'argento andò all'altra nazionale tedesca, il bronzo alla svizzera.